# أونوسا

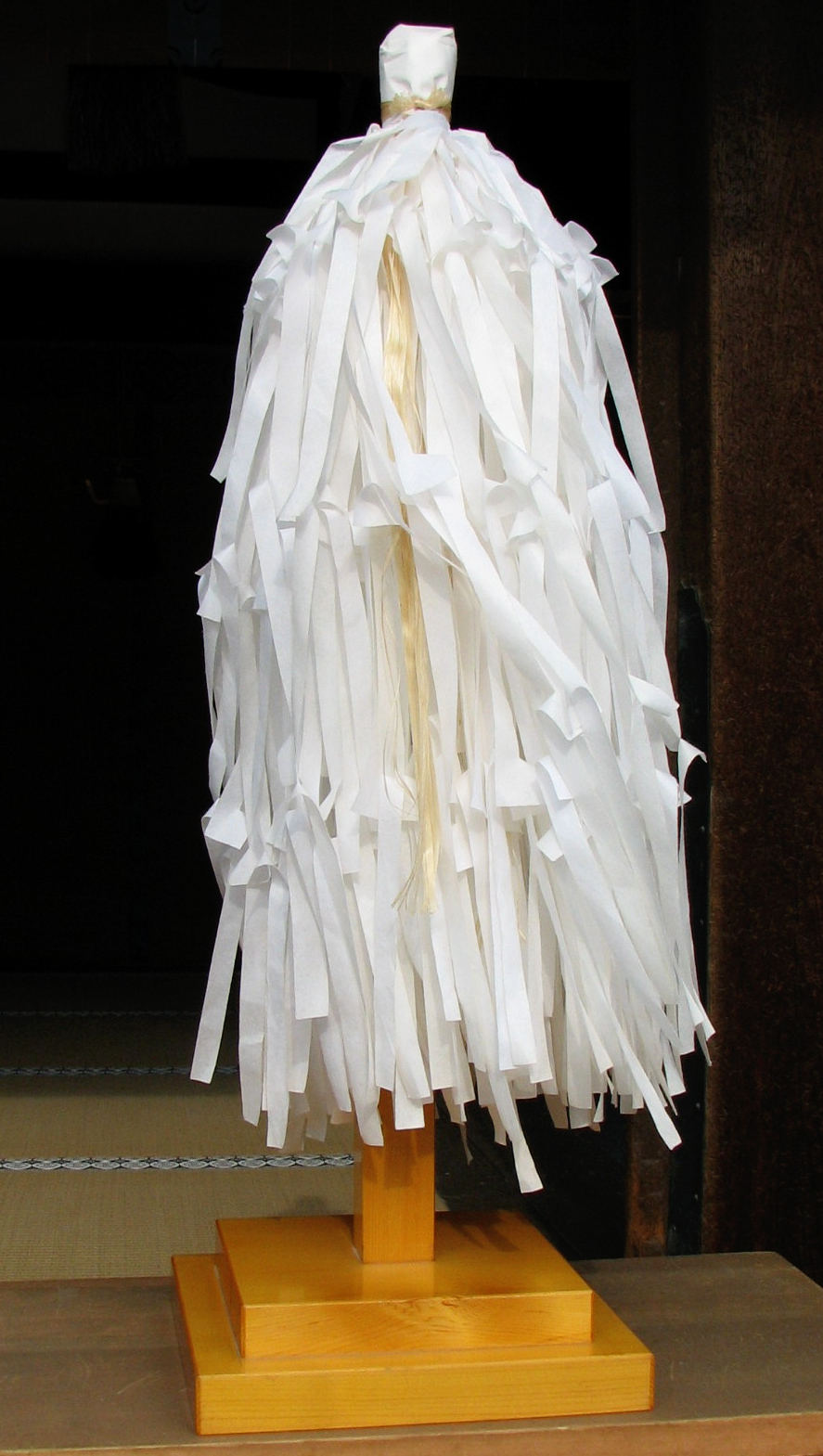
آنوسا

```
الأُنوسا
 
(
大幣
؟
)
  أو ببساطة 
نوسا
 
(
幣
؟
)
 هي 
عصا
 خشبية تستخدم في 
طقوس
 
الشنتو
. وهي مزينة بالعديد من 
الشيديه
 (لافتات ورقية متعرجة). وعندما يتم تعليق الشيديه على عصا سداسية أو ثمانية الأضلاع، يمكن أن يطلق عليه أيضا 
الهارايغوشي
 
(
祓串
؟
)
 ويلوح بها يساراً ويميناً خلال طقوس التطهير 
والتنقية
 الشنتوية.
[
1
]
```

لا ينبغي الخلط بين الأنوسا وبين هاتاكي، والتي تبدو مشابهة لها إلى حد ما.